# Phước Chính
Phước Chính is een xã in het district Bác Ái, een van de districten in de Vietnamese provincie Ninh Thuận. De provincie Ninh Thuận ligt in het zuiden van Vietnam, dat ook wel Đông Nam Bộ wordt genoemd.